# ري كوينكو
ري كوينكو (بالتاغالوغية: Rey Cuenco) مواليد 17 مارس 1960 - الوفاة 15 أغسطس 1996، كان لاعب كرة سلة فلبيني. بدأ مسيرته الاحترافية في سنة 1986. بلغ طوله 6 قدم 4 بوصة (1.9 م). مثّل منتخب بلاده. حقق المركز الثاني في دورة الألعاب الآسيوية 1990. اعتزل اللعب في 1995.

## المسيرة الاحترافية
لعب مع ألاسكا أيسز في سنة 1986، ثم لعب مع بارانجي جينبرا سان ميغيل من سنة 1989 إلى 1992، ثم لعب مع تي إن تي كاتروبا في موسم 1994–1995.

## الميداليات
| الميدالية | المسابقة                   |
| --------- | -------------------------- |
| فضية      | دورة الألعاب الآسيوية 1990 |